# Wierzchowiska Pierwsze (Wierzchowiska)
Wierzchowiska Pierwsze – część wsi Wierzchowiska w Polsce położona w województwie lubelskim, w powiecie świdnickim, w gminie Piaski.
W latach 1975–1998 miejscowość należała administracyjnie do województwa lubelskiego.
Wieś stanowi sołectwo gminy Piaski.